# Kertitz
Kertitz ist ein Ortsteil der Großen Kreisstadt Delitzsch im Landkreis Nordsachsen des Freistaates Sachsen. Er wurde am 1. Juli 1950 eingemeindet. 

## Geographische Lage
Kertitz liegt am Westrand von Delitzsch und westlich des Lobers.

## Geschichte
Kertitz gehörte bis 1815 zum kursächsischen Amt Delitzsch. Durch die Beschlüsse des Wiener Kongresses kam der Ort zu Preußen und wurde 1816 dem Kreis Delitzsch im Regierungsbezirk Merseburg der Provinz Sachsen zugeteilt, zu dem er bis 1952 gehörte.
Am 20. Juli 1950 erfolgte die Eingemeindung nach Delitzsch. Im Zuge der Kreisreform in der DDR 1952 wurde der Ort mit Delitzsch dem neu zugeschnittenen Kreis Delitzsch im Bezirk Leipzig zugeteilt, welcher 1994 im Landkreis Delitzsch und dieser wiederum 2008 im Landkreis Nordsachsen aufging.

## Verkehr
Die B 183a verläuft in einem Bogen im Süden um den Ort herum. 